# Bomovo
Bomovo (macedónul: Бомово) település Észak-Macedóniában, a Délnyugati körzet Debari járásában.

## Népesség
| Lakosok száma | 210  | 230  | 238  | 166  |      |
|               | 1948 | 1953 | 1961 | 1971 | 1981 |

2002-ben lakatlan település.